# Ґрант Вуд
Ґрант Деволсон Вуд (англ. Grant DeVolson Wood; 13 лютого 1891 — 12 лютого 1942) — американський художник, відомий, насамперед, своїми картинами сільського життя американського Середнього Заходу. Автор знаменитої картини «Американська готика», що є одним із знакових зображень 20-го століття.

## Життя і кар'єра

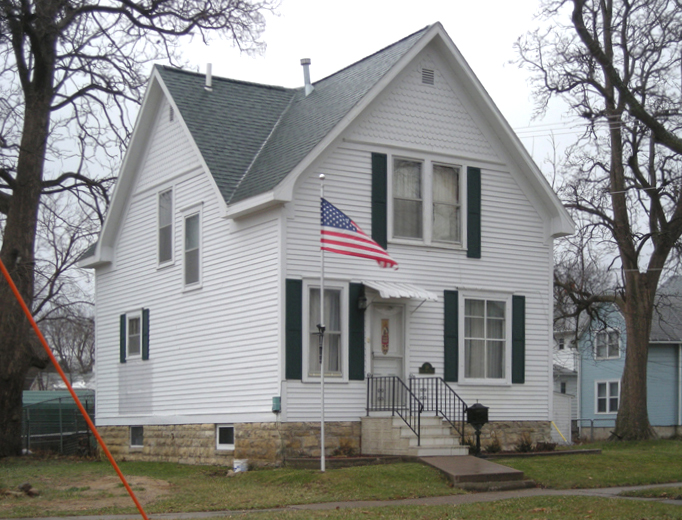
Дім Вуда Ґранта в Сідар-Рапідс, Айова.

Його сім'я переїхала в Сідар-Рапідс після смерті батька у 1901 році. Закінчивши середню школу у Вашингтоні, Вуд вступив до художної школи в Міннеаполісі у 1910 році. 1913 року вступив до Школи Мистецтв Художнього інституту в Чикаґо, де займався виготовленням ювелірних виробів зі срібла.
У період з 1920 по 1928 рік зробив чотири поїздки до Європи, де навчався багатьом стилям живопису, зокрема імпресіонізму і постімпресіонізму. Але найбільше на нього вплинула творчість Яна ван Ейка, у якого він взяв чіткість і ясність своєї нової техніки. У 1932 році Вуд допоміг заснувати колонію мистецтв Кам'яне місто (англ. Stone City Art Colony) недалеко від свого рідного міста, метою якої було допомогти художникам вижити під час Великої депресії. Він став великим прихильником регіоналізму в мистецтві, проводячи лекції з цієї теми по всій країні.
Вуд був одружений з Сарою Шерман Максон у період з 1935 по 1938 рік. Викладав живопис у Школі Живопису Айовського Університету 1934 по 1941 рік, також він вів проекти настінного розпису, консультував студентів, писав власні твори. 12 лютого 1942 року, за день до свого п'ятдесят першого дня народження, Вуд помер в університетському госпіталі від раку підшлункової залози.

## Творча діяльність

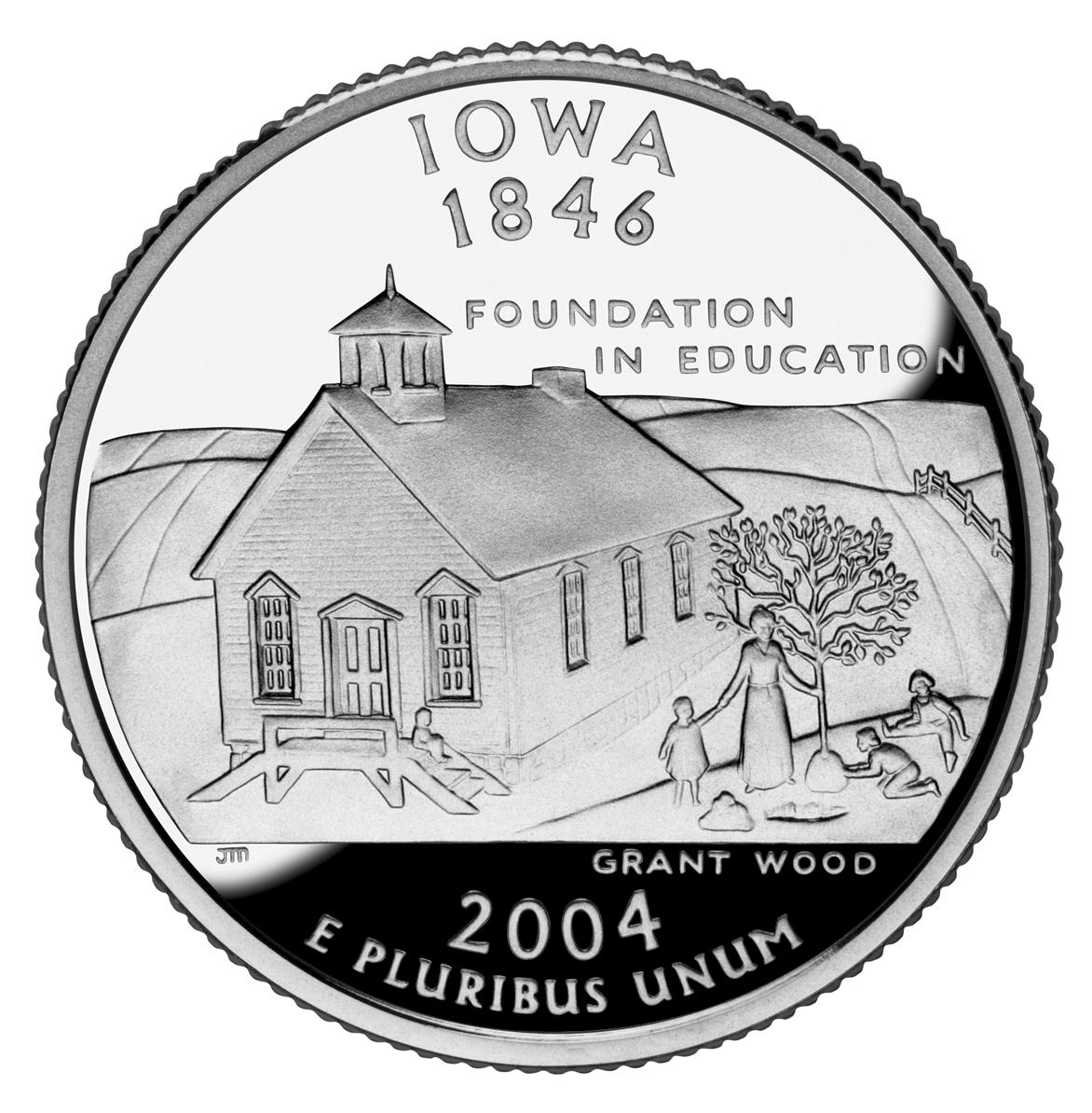
Пам'ятна монета 2004 року із вшануванням Ґранта Вуда

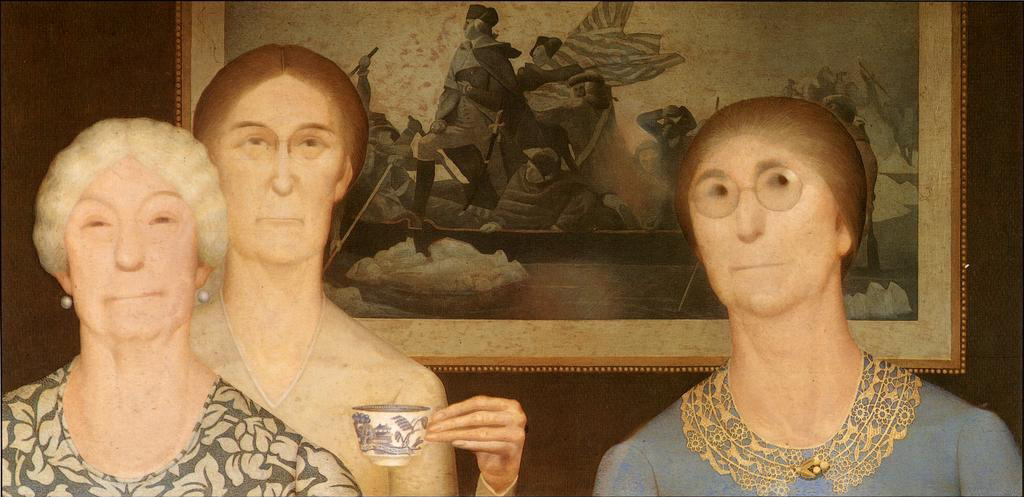
Дочки революції
(Daughters of Revolution) (1932), Музей мистецтв Цинциннаті

Вуд був активним художником з раннього віку і до самої смерті. І хоча він є відомим саме завдяки своїм картинам, окрім цього також займався літографією, керамікою, металом, деревиною і технікою Ready-made.

### Регіоналізм
Ім'я Вуда асоціюється, у першу чергу, з американським рухом у мистецтві, що має назву «регіоналізм» і походить з Середнього Заходу. Вуд був одним з трьох художників, найбільш пов'язаних з цим рухом. Інші двоє, Джон Стюарт Каррі і Томас Гарт Бентон, повернулися на Середній Захід в 1930-тих роках у зв'язку із заохоченням Вуда і його допомогою у пошуку викладацьких посад для них в коледжах у штатах Вісконсин і Канзас, відповідно. Разом із Бентоном, Каррі, та іншими регіоналістськими художниками, Вуд продавав свої картини через художню галерею Associated American Artists у Нью-Йорку протягом багатьох років.

### «Американська готика»

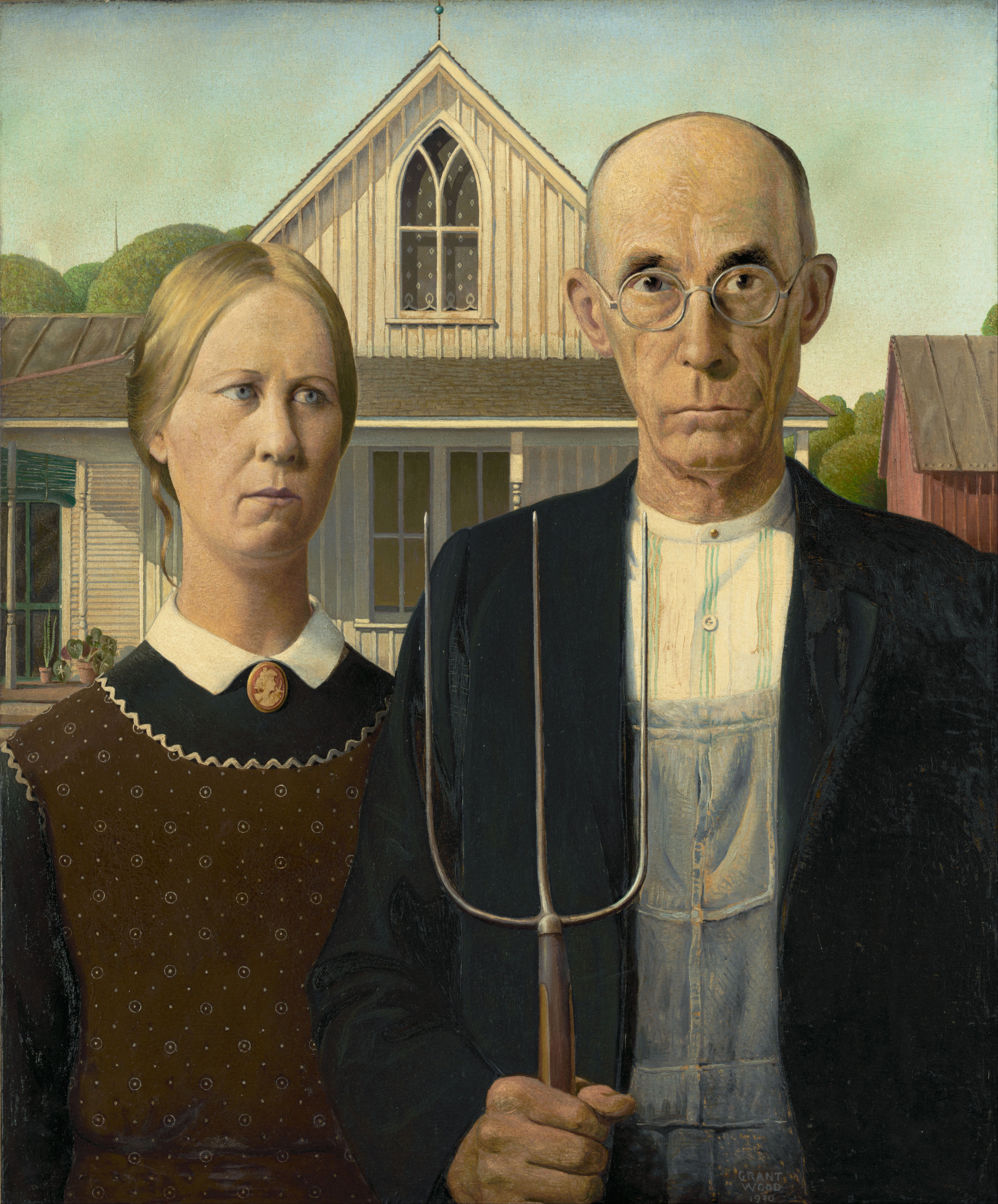
Ґрант Вуд. «Американська готика» (1930). Художній інститут Чикаґо

Найвідоміша картина Вуда — «Американская Готика» (1930), яка також є однією з найвідоміших картин в американському мистецтві. Картина була вперше виставлена 1930 року у Художньому інституті Чикаґо, де і знаходиться до цих пір. За цю картину Вуд отримав премію в розмірі 300 доларів і майже миттєве визнання.
Мистецтвознавці, які мали позитивну думку щодо картини, такі як Ґертруда Стайн і Крістофер Морлі, допустили, що вона мала бути висміюванням репресій і обмеженності сільського життя маленького містечка. Але сам Вуд заперечував таке трактування: з початком Великої Депресії він бачив у сільській Америці мужність і впертість першопрохідців, піонерський дух і рішучість у подоланні будь-яких перешкод. Ще одна версія припускає змішання шанобливості та легкої насмішки.
Натхнення прийшло до Вуда у неоготичному стилі маєтку Елдона (південна Айова), особливо чітко ці неоготичні риси проглядаються в арочному віконці на другому поверсі. Вуд вирішив зобразити цей будинок, а на передньому плані людей, які, на його думку, мали б жити в ньому. На картині зображений фермер поруч зі своєю дочкою.

## Галерея

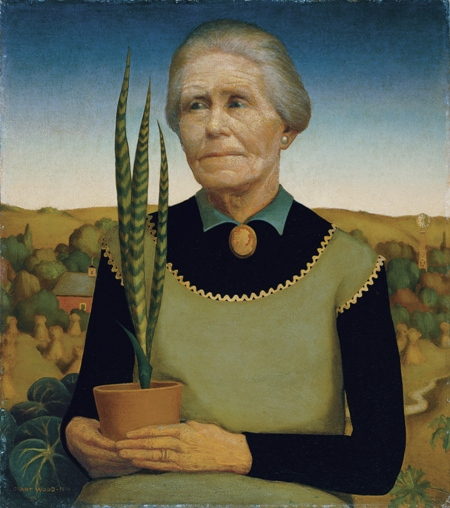
Жінка з рослинами, 1929, Музей мистецтв у Сідар-Рапідс
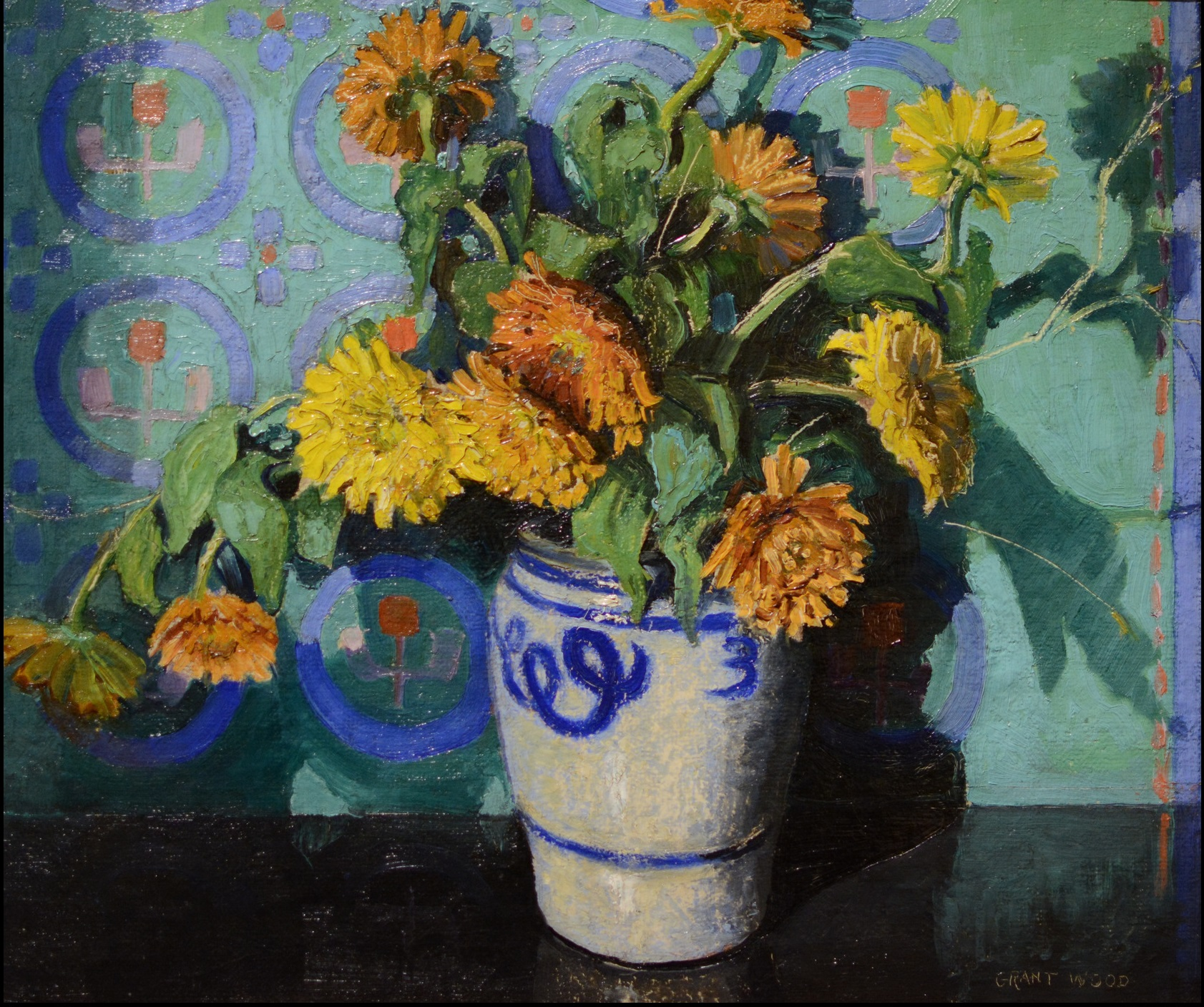
Нагідки, 1929-1938, Музей мистецтв у Сідар-Рапідс
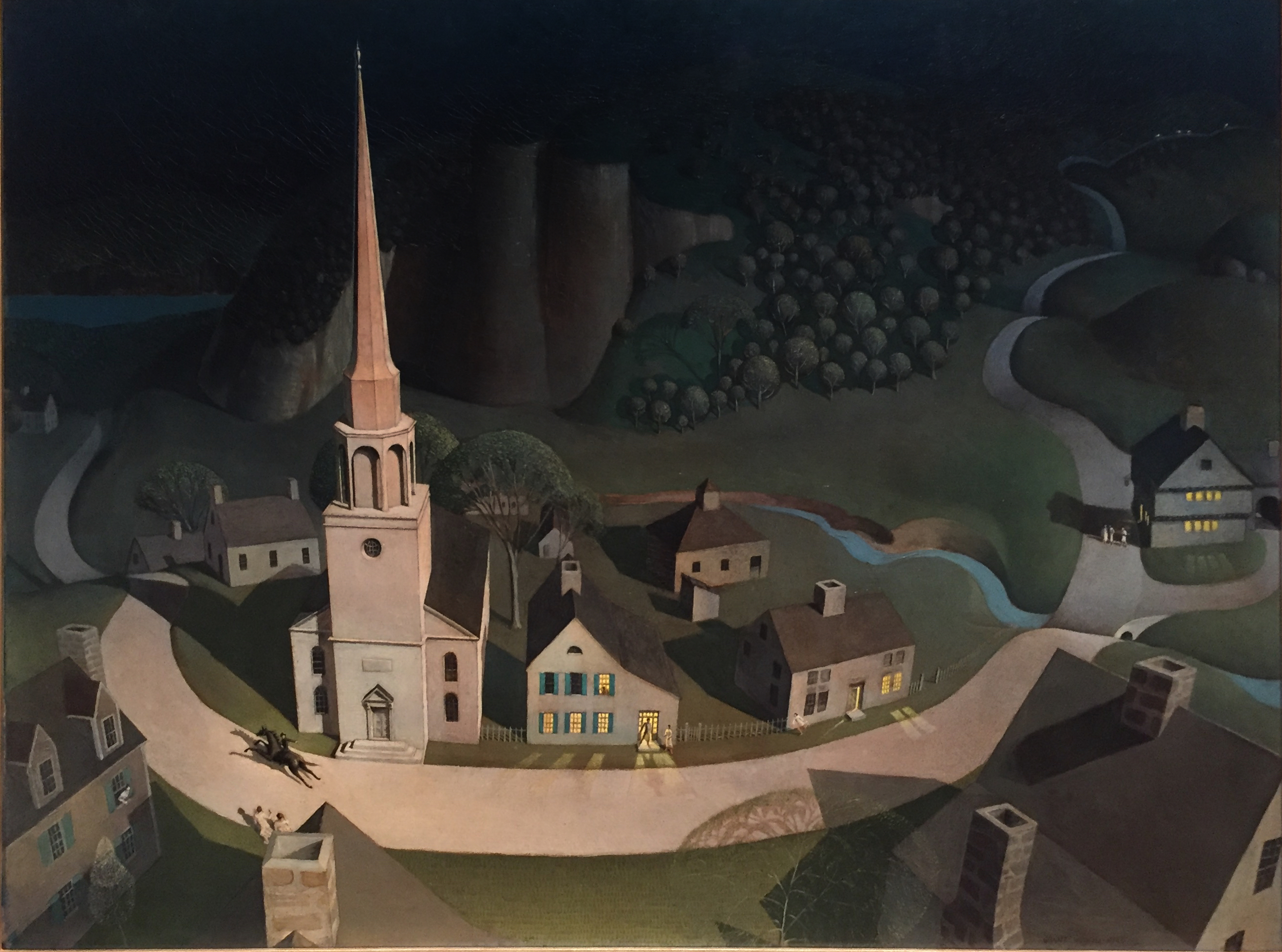
Нічні перегони Пола Ревіра, 1931, Музей модерного мистецтва
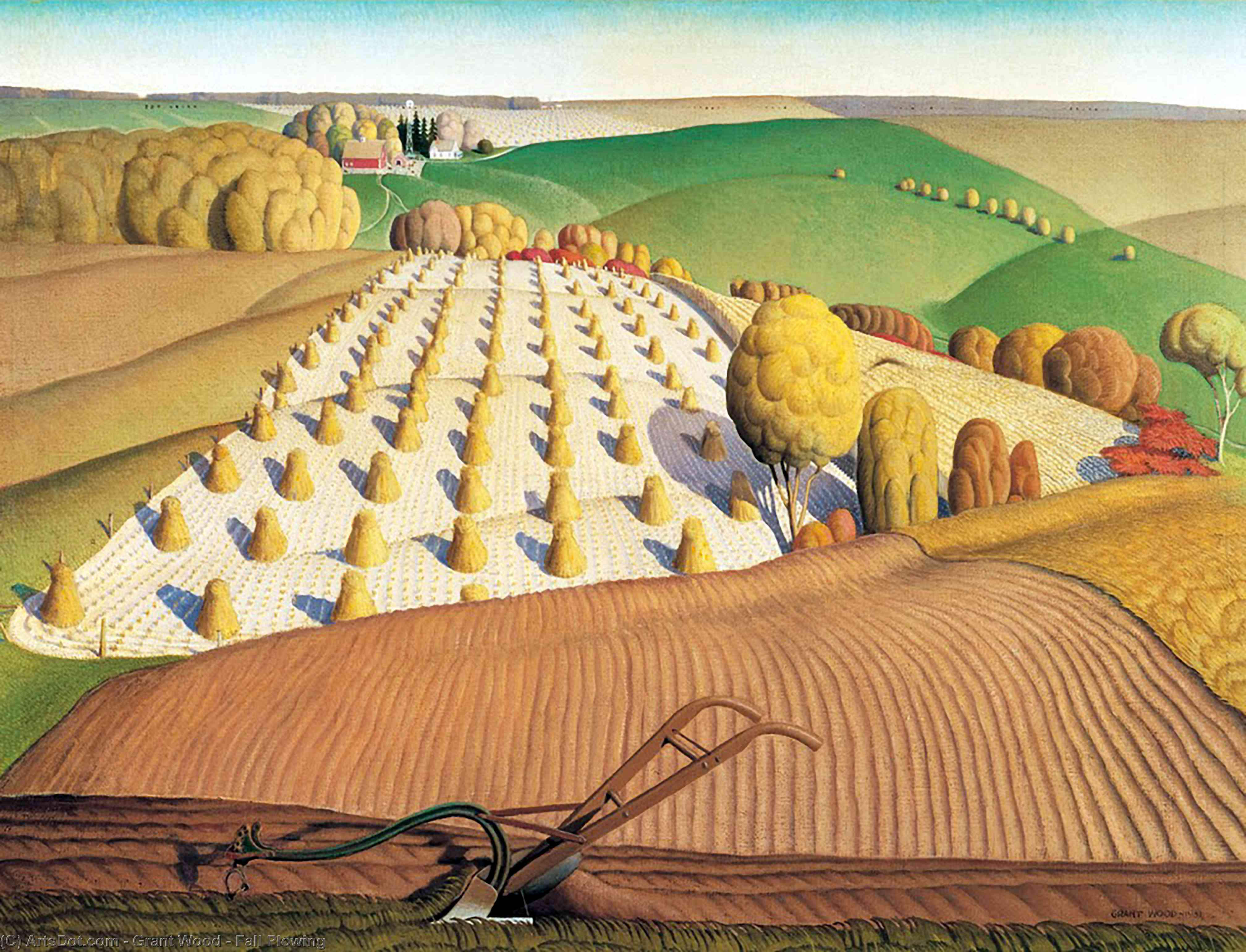
Осіння оранка, 1931
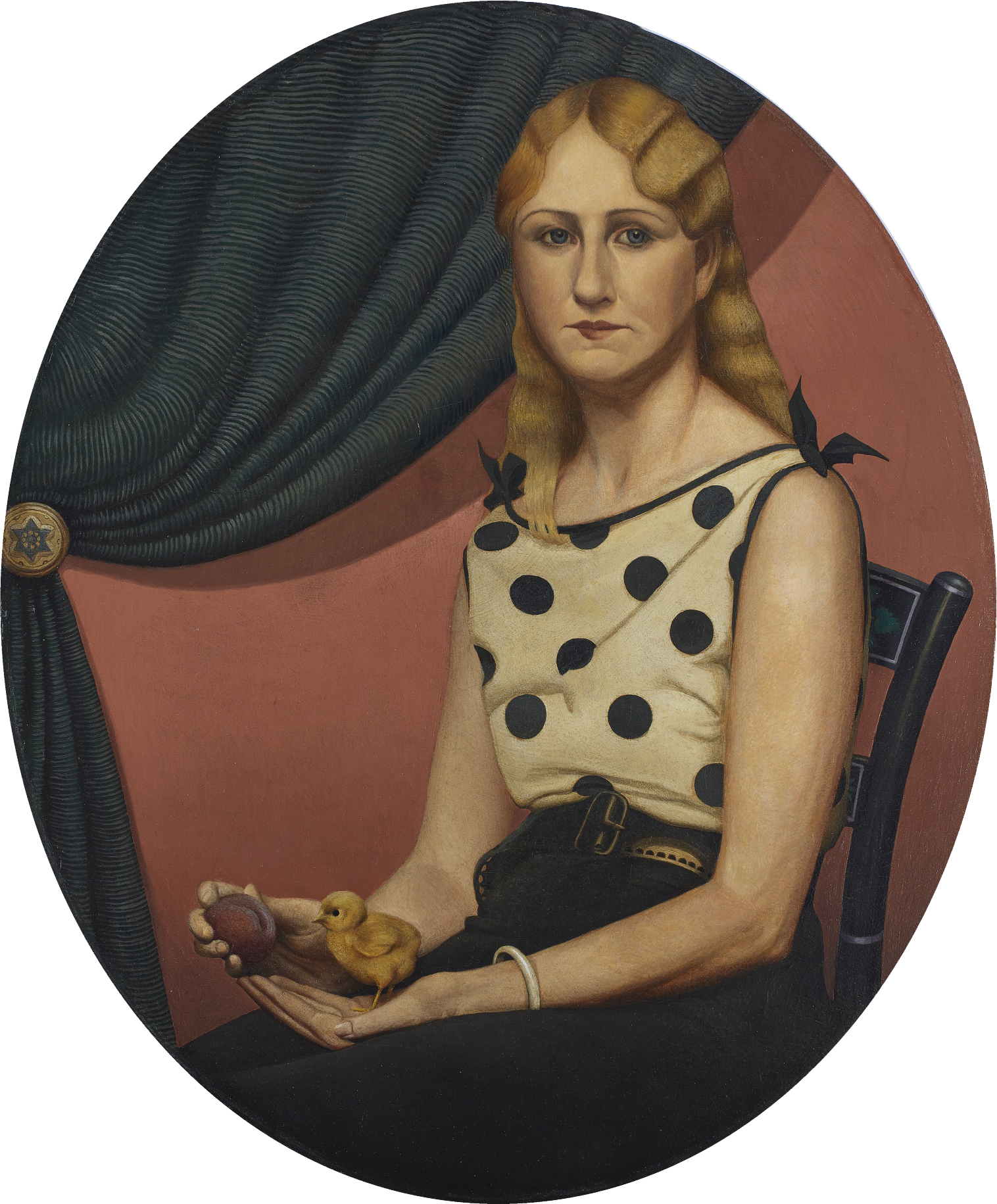
Портрет Нен, 1931
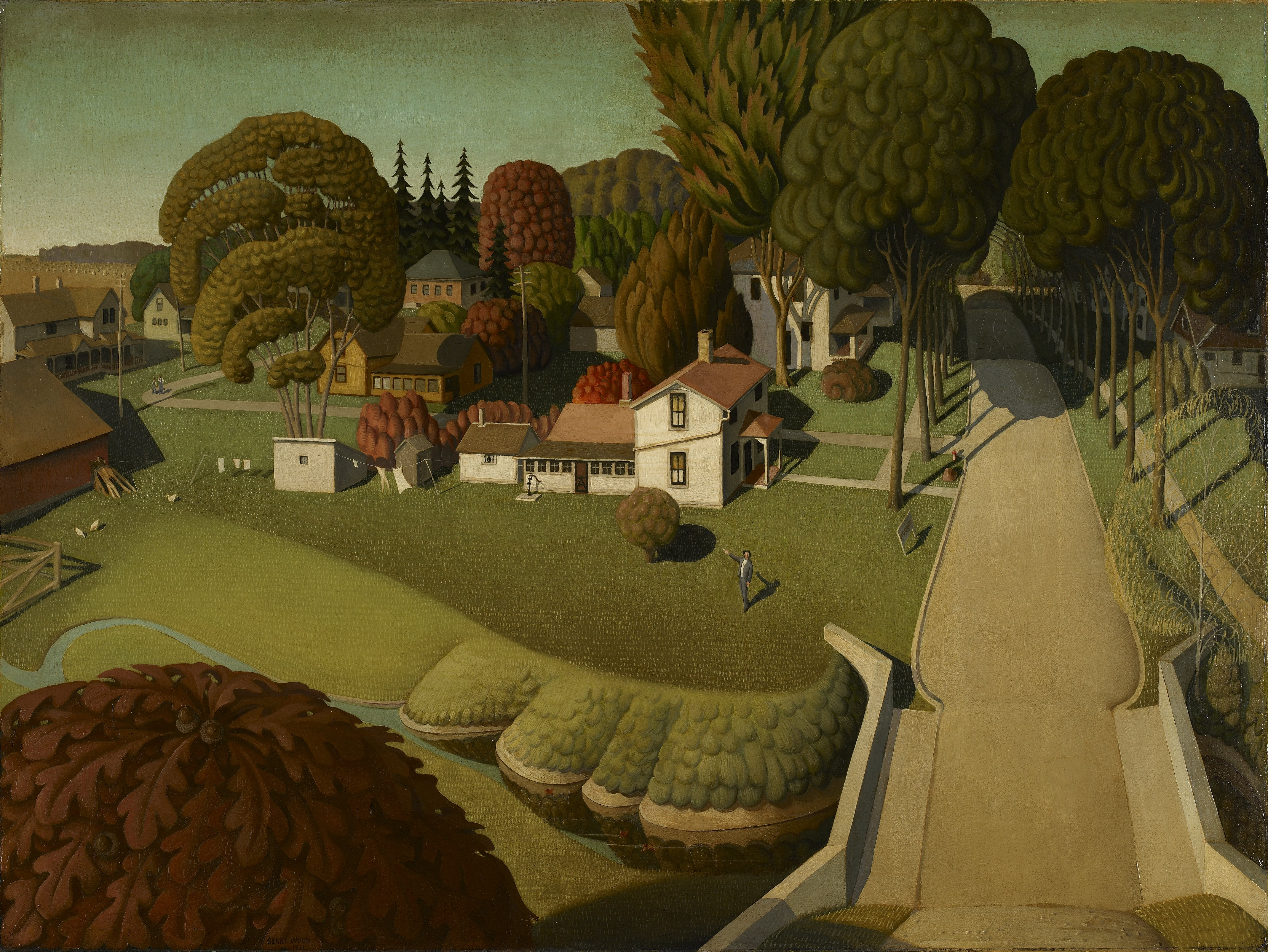
Місце народження Герберта Гувера, 1931, Інститут мистецтв Міннеаполіса
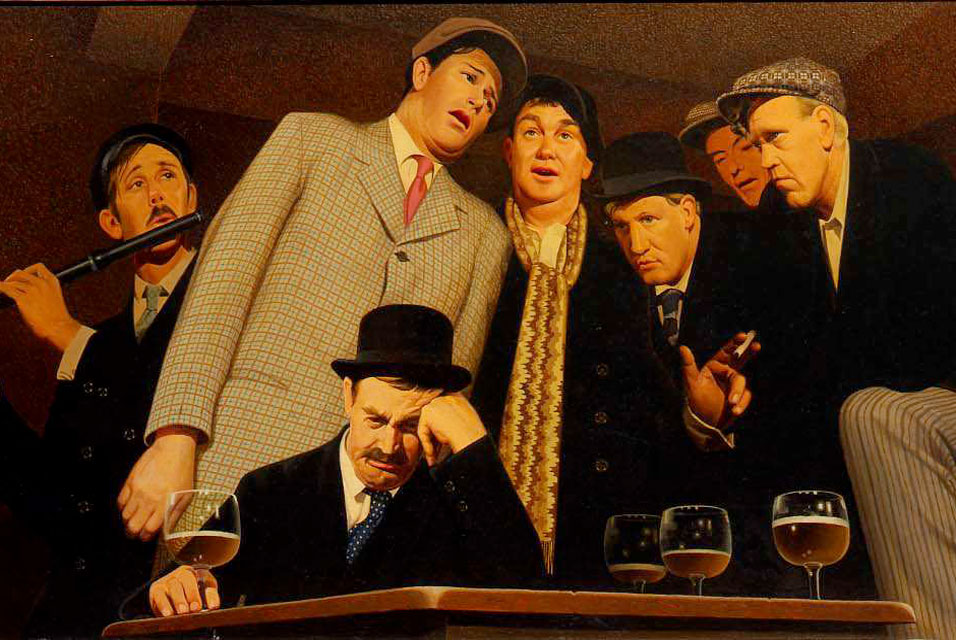
Сентиментальна балада, 1940, Нью-Бритенський музей американського мистецтва
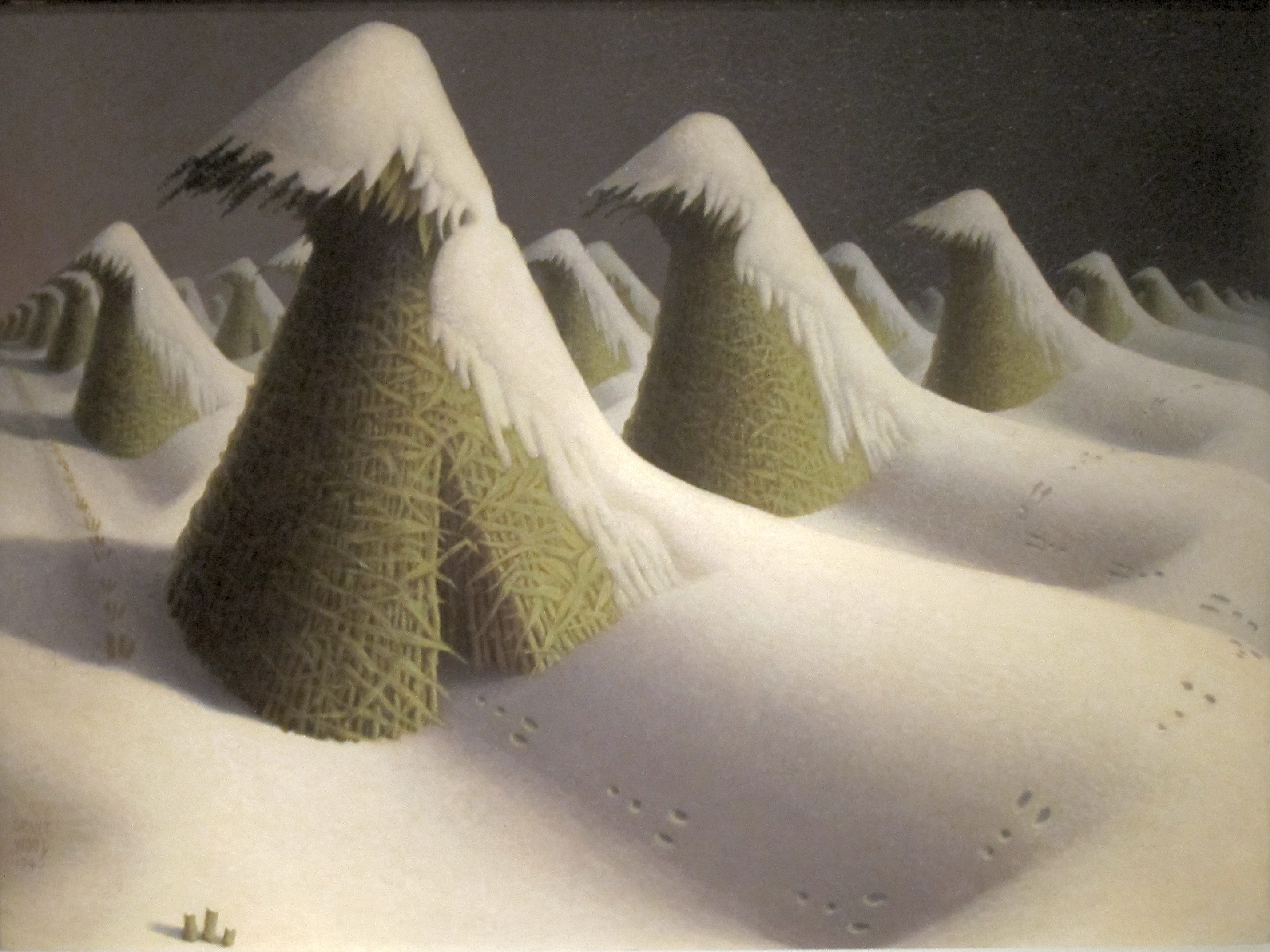
Січень, 1940-1941, Клівлендський музей мистецтв
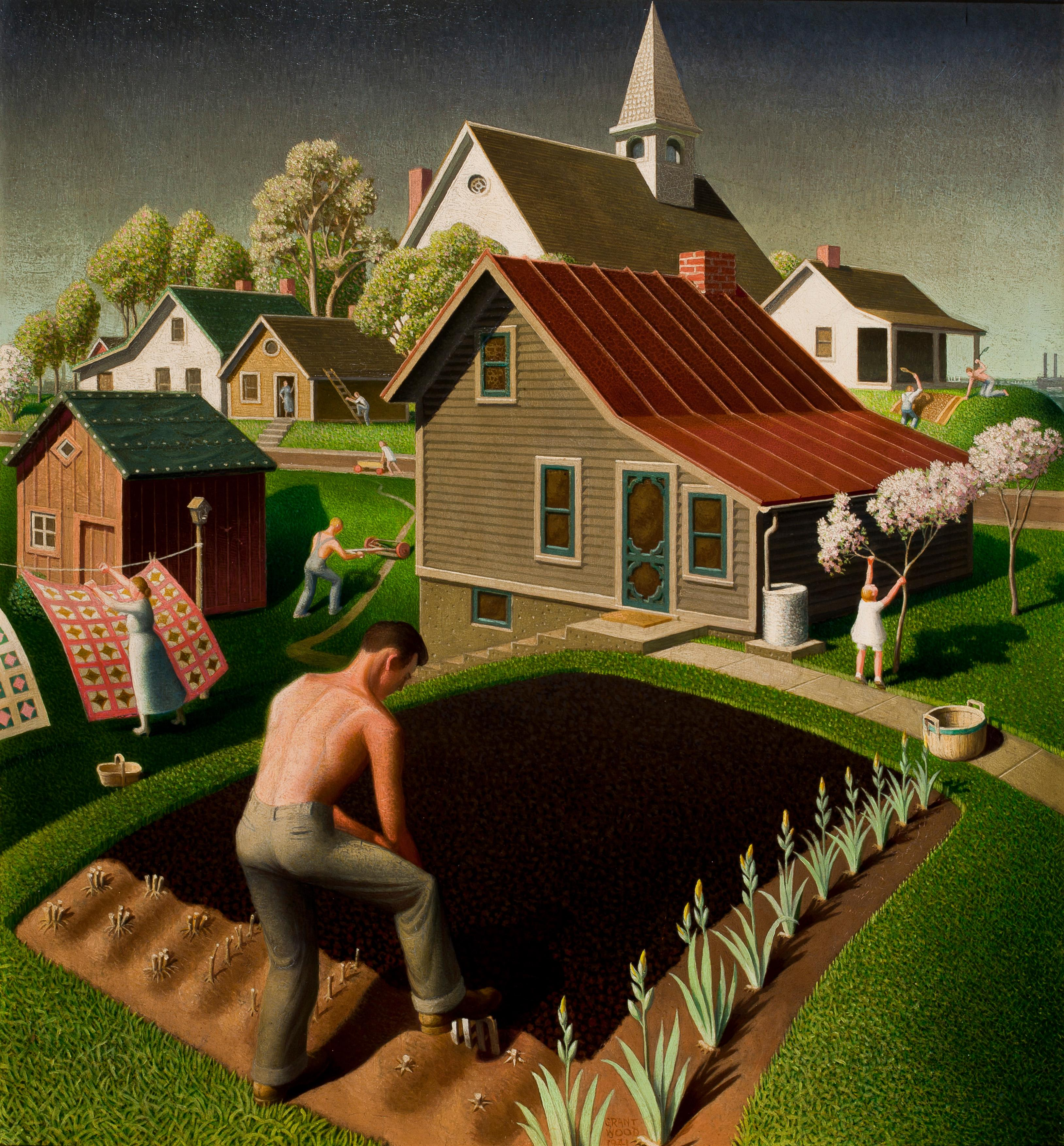
Весна в місті, 1941, Музей мистецтв Своуп
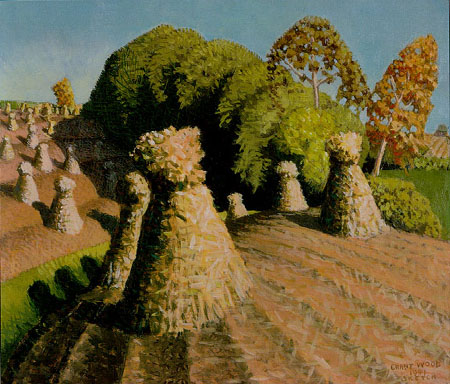
Кукурудзяне поле в Айові, 1941